# فروغ تاج‌بخش
فروغ تاج‌بخش، مشهور به «مادر لطفی» از اعضای خانواده‌های زندانیانی که در دهه شصت اعدام شدند بود. وی از چهره فعال و از سازمان دهندگان تلاش‌های دادخواهانه خانواده اعدامیان دهه شصت بود. تاج‌بخش یکی از کاشفان گورهای دسته جمعی زندانیان سیاسی است که در سال ۱۳۶۷ بر مبنای فتوای خمینی اعدام شدند. تاج‌بخش و دیگر مادران و اعضای خانواده این زندانیان از سال ۱۳۶۷ با تظاهرات در برابر دفتر سازمان ملل در تهران و با گردهمایی سالانه بر سر گورهای بی‌نام و نشان و جمعی در گورستان خاوران و ایستادگی در برابر ضرب و جرح مأموران حکومتی کوشیدند، پرونده این اعدام‌ها را به یک پرونده ملی و بین‌المللی تبدیل کنند وی به «نماد خاوران» شهرت داشت و در میان خانواده قربانیان اعدام‌های دسته‌جمعی زندانیان سیاسی ایران به «مادر لطفی» مشهور بود. فروغ تاج‌بخش در سال‌های ۶۰ و بعد از آن همواره در مراسم‌های یادبود اعدامیان سیاسی در خاوران حاضر بود. وی به دلیل شخصیت برجسته و تاثیرگذارش در میان خانواده قربانیان اعدام‌های سیاسی از محبوبیت ویژه‌ای برخوردار بود و به عنوان مظهر «مقاومت و ایستادگی» شناخته می‌شد. از تاج‌بخش به عنوان کسی یاد می‌شود که بیش از ۴۰ سال در مقابل وزارت دادگستری اعتراض کرد و خواهان احقاق حق زندانیان و روشن شدن حقیقت در خصوص زندانیان سیاسی دهه شصت بود.

## زندگی‌نامه
انوشیروان لطفی، فعال چپ‌گرا و از زندانیان سیاسی شناخته شده در زمان شاه بود. انوشیروان لطفی، زندانی سیاسی چپ و از اعضای ارشد سازمان فداییان خلق بود که در سال ۱۳۵۰ و ۱۳۵۳ در زمان حکومت پهلوی دستگیر و به حبس ابد محکوم شده بود و پس از تحصن خانواده‌های زندانیان سیاسی مقابل ساختمان دادگستری در سال ۱۳۵۶ آزاد شد. فروغ تاج‌بخش نیز از جمله کسانی بود که در آن تحصن حضور داشت. پس از انقلاب سال ۱۳۵۷، برخی از مسئولان زمان شاه تأیید کردند که او از جمله زندانیانی بوده که به شدت شکنجه شد.

انوشیروان لطفی پس از انقلاب در سال ۱۳۶۲ بازداشت شد انوشیروان لطفی پس از دستگیری ماه‌ها بدون ملاقات ماند. تاج‌بخش در مدت بازداشت پسرش، بارها برای پیگیری وی به زندان و مقامات قضایی مراجعه کرد. انوشیروان پنج سال بعد، در ششم خرداد ۱۳۶۷ به همراه تعداد دیگری از زندانیان سیاسی در زندان اوین اعدام شد. فروغ تاج‌بخش پس از بازداشت فرزندش در سال ۱۳۶۲، خودش نیز بارها احضار و دستگیر شده بود. محل دفن فرزند خانم تاج‌بخش برخلاف زندانیانی که تابستان سال ۱۳۶۷ اعدام شدند به او اعلام شده‌است. و در خاوران به خاک سپرده شد. مادر لطفی بلافاصله پس از شنیدن خبر اعدام پسرش به گورستان خاوران رفت و از اولین شاهدانی بود که با کنار زدن خاک توانست جسد فرزندش را پیدا کند. به گفته نزدیکان لطفی، جسد او را به خانواده‌اش تحویل ندادند و مادر او، فروغ تاج‌بخش، با کنار زدن خاک‌ها در گورستان خاوران و از طریق پیراهنی که به تن داشته، او را شناسایی کرده بود. خانم تاج‌بخش خود در مصاحبه‌ای در این باره گفته بود:
«راهی خاوران شدم، با دست خاک‌ها را کنار زدم، خاک را شکافتم و پیراهن چهارخانه پسرم بود. دیگر نمی‌خواستم چیزی را ببینم.»
در سال‌های پس از دهه ۶۰ در حالیکه حکومت جمهوری اسلامی هرگونه مراسم یادمان زندانیان سیاسی اعدام شده را ممنوع می‌دانست و می‌داند فروغ تاج‌بخش به همراه مادران و خویشاوندان دیگر زندانیان سیاسی اعدام شده در سال ۱۳۶۷ هر سال در مراسمی که بر سر گورهای بی‌نام و نشان قربانیان اعدام‌های دسته‌جمعی در گورستان خاوران برگزار می‌شد شرکت می‌کرد. در این گردهمایی‌ها که همواره با یورش مأموران پلیس و نیروهای امنیتی روبرو می‌شد او نیز مانند مادران دیگر قربانیان مورد ضرب و شتم مأموران قرار می‌گرفت. با تلاش «مادران خاوران» و خویشاوندان قربانیان اعدام‌های سال ۱۳۶۷ ایران و پشتیبانی سازمان‌های مدافع حقوق بشر این پرونده در سطح ملی و بین‌المللی مطرح شد.

## جایزه گوآنجو
تلاش‌های خانم تاج‌بخش و خانواده‌های زندانیان سیاسی در سال‌های بعد نیز ادامه پیدا کرد. آنها به‌طور مرتب جمعه اول شهریور و جمعه آخر هر سال به خاوران رفتند، مراسم خانگی گرفتند و بارها برای روشن شدن حقیقت به مقامات قضایی نامه نوشتند.
در سال ۱۳۹۳، جایزه گوانگجو برای حقوق بشر، برای پیگیری مستمر حقیقت، به خانواده‌ها زندانیان سیاسی اعدام شده در دهه ۱۳۶۰ و سال ۱۳۶۷ تعلق گرفت.

## درگذشت
فروغ تاج‌بخش صبح یکشنبه ۲۱ بهمن ۱۳۹۷ (۱۰ فوریه ۲۰۱۹) در سن ۹۰ سالگی در بیمارستان طوس، تهران درگذشت.